# Kepa Enbeita Rementeria
Kepa Enbeita Rementeria, també conegut pel nom artístic de «Urretxindorra» (en català: "rossinyol"), (Muxika, 7 de setembre de 1878 - Areatza, 12 de desembre de 1942) va ser un escriptor i bertsolari en èuscar basc. Va escriure a les revistes Euzkadi, Euzkerea, Ekin i Argia.

## Obra
- Gure Urretxindorra (1971, Ekin)